# Odontocolon spinipes
Odontocolon spinipes là một loài tò vò trong họ Ichneumonidae.